# Бём, Макс Хильдеберт
Макс Хильдеберт Бём (16 марта 1891 — 9 ноября 1968) — немецкий публицист, интеллектуал, политик, видный представитель фёлькиш-движения.

## Биография

### Ранние годы
Родился в 1891 году Лифляндии в семье старшего преподавателя гимназии Максимилиана Роланда Бёма и его жены Салли Эмилии Юдит Шатц. По происхождению балтийский немец. 22 апреля того же года был крещен в местном приходе.
В 1902 г. семья переехала в Германию (в Лотарингию). Бём изучал философию, социологию и историю искусства, в 1914 г. защитив диссертацию на тему «Естество и нравственность у Фихте» в Университете Галле.
В годы Первой мировой войны Бём впервые активно проявил себя в актуальной на то время области изучения положения «пограничных» и «этнических немцев за рубежом» (Grenz- und Auslanddeutschtum) — как с гуманитарной, так и с политической точки зрения. Направление работ в этой области определялось главенствовавшим в то время трендом на объединение всех немцев Европы. В эту же сферу входило изучение жизни «немцев пограничных территорий» и подготовка предложений по улучшению их положения (Grenzlandarbeit). Этой тематике была посвящена вышедшая в 1915 году работа Бёма «Кризис балтийского немца».
В ходе немецкой оккупации Лифляндии в 1918 году Бём работал в Управлении прессы (Ober Ost VIII) в Риге, где познакомился с Отто фон Курзелем и Арно Шикеданцем.

### Межвоенный период
Вернувшись в Германию, Бём организовал множество объединений и организаций, нацеленных на продвижение идей фёлькиш-движения, в их числе клуб младоконсерваторов Юниклуб (1919, совместно с Артуром Мёллером), Комитет по правам национальных меньшинств (впоследствии Германское общество по правам национальностей).
С 1920-х гг. Бём стал одним из «производящих и аккумулирующих смысл и идеологию между теоретизацией и политическим активизмом» в фёлькиш-движении.
По мнению Бёма, источником права должны были выступать этнические группы, а не государство, и это право не может быть обеспечено, а только лишь признано государством. Эти и другие его идеи были озвучены в программной работе «Отдельно стоящий народ» (1932).
С 1926 г. — соруководитель Института немецких пограничных и зарубежных исследований в Берлине.

### Карьера при нацистах
Ко времени прихода к власти Гитлера Бём уже считался признанным фёлькиш-идеологом и экспертом. Он продолжили работу в этой сфере в ряде комитетов Академии германского права.
С 1933 г. — профессор этносоциологии и этнической теории Йенского университета.
Бёма называли «суфлёром власти» и «советником по этнополитическим вопросам».

### После войны
В октябре 1945 г. был уволен с госслужбы и выехал из советской оккупационной зоны в Люнебург, где в 1951 г. основал Ост-Академию (основная сфера занятий — вопросы Восточной Европы и положения там немецкого меньшинства).
В 1960-е гг. занимался актуальным на тот момент вопросом немецких беженцев и изгнанных с территорий предыдущего проживания немцев. Участвовал в продвижении ревизии положения «германских восточных областей».

## Награды
- Орден «За заслуги перед Федеративной Республикой Германия» 1-го класса

## Сочинения
Ранние
- Natur und Sittlichkeit bei Fichte. Halle: Niemeyer, 1914.
- Die Krisis des deutschbaltischen Menschen. Berlin: Grenzboten, 1915.
- Der Sinn der humanistischen Bildung. Berlin: G. Reimer, 1916.
- Die Letten. Berlin: Würtz, [1917].
- Die deutschen Balten in Liv-, Est- und Kurland. Berlin: Siegismund, 1917.
- Was uns not tut. Berlin: Kulturliga, 1919.
- Kleines politisches Wörterbuch. Leipzig: Koehler, 1919.

1920-е
- Ruf der Jungen. Leipzig: Koehler, 1920.
- Körperschaft und Gemeinwesen. Leipzig: Koehler, 1920.
- Ost und West // Die wirtschaftliche Zukunft des Ostens. Leipzig: Koehler, 1920. S. 1-14.
- Der Verrat des Ostens und das gefährdete Preußen. Berlin: Vertriebsstelle politischer Schriften, [1921].
- Die neue Front. Berlin: Gebr. Paetel, 1922.
- Europa irredenta. Berlin: R. Hobbing, 1923.
- Grenzdeutsch — Großdeutsch. Dresden: Verein f. d. Deutschtum im Auslande, 1925.
- Die deutschen Grenzlande. Berlin: R. Hobbing, 1925.
- Nation und Nationalität. Karlsruhe: G. Braun, 1927.

1930-е
- Grenzdeutschland seit Versailles. Berlin: Brückenverl., 1930.
- Das eigenständige Volk. Göttingen: Vandenhoeck & Ruprecht, 1932.
- Volksdeutsche Forderungen zur Hochschulerneuerung. Stuttgart: Kohlhammer, 1933.
- Der Bürger im Kreuzfeuer. Göttingen: Vandenhoeck & Ruprecht, 1933.
- Was will Volkslehre? Stuttgart: Franckh, 1934.
- Volkstheorie als politische Wissenschaft. Jena: Frommann, 1934.
- Der 18. Januar und die andern Deutschen. Jena: Fischer, 1934.
- Volkstheorie und Volkstumspolitik der Gegenwart. Berlin: Junker & Dünnhaupt, 1935.
- Die Volkskunde als Wissenschaft. Tübingen: Laupp’sche Buchh., 1935.
- Die Krise des Nationalitätenrechts. Jena: Frommann, 1935.
- ABC der Volkstumskunde. Potsdam: Verl. Volk u. Heimat, 1936.
- Der deutsche Osten und das Reich // Der deutsche Osten. Berlin: Propyläen, 1936. S. 1-18.
- Volkskunde. Berlin: Weidmann, 1937.
- Volkstumswechsel und Assimilationspolitik. Jena: Frommann, 1938.
- Deutschösterreichs Wanderschaft und Heimkehr. Essen: Essener Verl. Anst., 1939.

1940-е
- Der befreite Osten. Berlin: Deutsche Buchvertriebsstelle Hofmeier, 1940.
- Lothringerland. München: Bruckmann, 1942.
- Geheimnisvolles Burgund. München: Bruckmann, 1944.
- Baltenkalender 1950. Bovenden b. Göttingen: Behr, [1949].

1950-е
- Vergessener Osten. Göttingen: «Musterschmidt», 1952.
- Verpflichtende Heimat im Osten. Berlin: Berliner Landesverband d. Vertriebenen, 1957.